# Eduardo Escartín Sánchez
Eduardo Escartín Sánchez (Barcelona, 1 de desembre de 1945) és un historiador i polític català, diputat al Parlament de Catalunya en la IV Legislatura.

## Biografia
Va estudiar Filosofia i Lletres a les universitats de Madrid i Barcelona. Es doctorà en història moderna amb Premi Extraordinari a la Universitat de Barcelona gaudint d'una beca doctoral del Patronat Menéndez Pelayo del CSIC de 1972 a 1975.
El 1970 va obtenir plaça de professor no numerari d'història moderna de la Universitat de Barcelona, passant a numerari en 1979, ocupant la plaça fins al 1997. També ha estat col·laborador becat de la Institució Milà i Fontanals del CSIC a Barcelona de 1977 a 1980.
De 1965 a 1977 va militar a Unió Democràtica de Catalunya, de 1973 a 1981 fou vicepresident de la Unió Europea de Joves Demòcratacristians i formà part de l'Assemblea de Catalunya. També va escriure alguns articles a la Gran Enciclopèdia Catalana. El 1977 es passà a Unió de Centre Democràtic (UCD), partit amb el qual fou assessor del delegat del govern a Catalunya (1981-1982), i quan aquest es va dissoldre el 1982 va ingressar al Partit Demòcrata Popular, amb el que en 1989 es va integrar en el Partido Popular. De 1981 a 1991 ha estat Secretari de l'Institut Català de Cooperació Iberoamericana i el 1988 participà en la missió internacional d'observadors a les eleccions legislatives del Salvador de 1988.
El 1996 va substituir en el seu escó Francisco Marhuenda García, elegit diputat a les eleccions al Parlament de Catalunya de 1995. De 1996 a 1999 ha estat membre de la Comissió de Política Cultural del Parlament de Catalunya i membre de la Comissió de Control Parlamentari de l'Actuació de la Corporació Catalana de Ràdio i Televisió i de les Empreses Filials.
En els darrers anys ha donat conferències als locals de l'Acción Cultural Miguel de Cervantes, criticant aspectes de la política catalana com la fundació del Museu d'Història de Catalunya.

## Obres
- Documents cabdals de la història de Catalunya, amb Frederic Udina i Martorell i Josep Termes, Barcelona, Enciclopèdia Catalana, 1985.
- La intendencia de Cataluña en el siglo XVIII, Barcelona, Santandreu, 1995.
- Manual de historia moderna, Barcelona, Ariel, 1993.
- Un capítol sobre història al llibre El Cercle del Liceu (1991)
- Catalunya, conllevancia o convivencia a Cuadernos de Pensamiento Político No. 39 (Julio/Septiembre 2013), pp. 107-122